# Iello
Iello (Eigenschreibweise: IELLO) ist ein französischer Spieleverlag und -vertrieb, der 2004 von Cédric Barbé and Patrice Boulet in Nancy gegründet wurde. Der ursprünglich auf Sammelkartenspiele fokussierte Verlag ist heute international als Spieleverlag tätig und entwickelt auch eigene Spiele.

## Geschichte
Iello wurde 2004 ursprünglich als Postverteiler für Sammelkartenspiele gegründet, entwickelte sich jedoch bis 2009 zu einem Spieleverlag mit eigenen Spielen. 2011 veröffentlichte der Verlag das Spiel King of Tokyo von Richard Garfield und wurde dadurch international bekannt. In Deutschland wurde das Spiel über den Heidelberger Spieleverlag vertrieben. 2012 gründete Iello eine Niederlassung in den Vereinigten Staaten in Las Vegas als IELLO USA. Innerhalb von fünf Jahren wurde King of Tokyo nach Verlagsangaben über eine Million Mal verkauft und in 25 Sprachen übersetzt. Gemeinsam mit dem 2014 veröffentlichten Nachfolger King of New York stellt das Spiel bis heute die wirtschaftliche Basis für die Entwicklung des Verlages dar, der bis 2017 nach eigenen Angaben mehr als 100 Spiele vertrieben und etwa 25 Spiele neu entwickelt hat.
In Deutschland kooperierte Iello bis 2016 mit dem Heidelberger Spieleverlag, seit 2017 ist Hutter Trade regionaler Vertriebspartner der deutschsprachigen Übersetzungen der Iello-Spiele für Deutschland, Österreich und Schweiz.
King of Tokyo erhielt 2013 den Niederländischen Spielepreis. 2017 wurde das kooperative Kinderspiel Der mysteriöse Wald für das Kinderspiel des Jahres nominiert und erhielt den österreichischen Spielepreis Spiel der Spiele in der Kategorie „Spiele Hit für Kinder“. Darüber hinaus wurden zahlreiche Spiele für den französischen Kritikerpreis As d’Or – Jeu de l’Année nominiert, den das in Lizenz vertriebene Spiel Andor (deutsch: Die Legenden von Andor) 2013 gewann.

## Ludografie (Auswahl)
- 2011: Qwirkle (Susan McKinley Ross, nominiert zum As d’Or – Jeu de l’Année 2011, Gewinner Spiel des Jahres 2011, Gewinner Mensa Select 2007)
- 2011: King of Tokyo (Richard Garfield, Preisträger Niederländischer Spielepreis 2012 und nominiert zum As d’Or – Jeu de l’Année 2012)
- 2013: Andor (Michael Menzel, Lizenzierung von Kosmos Spiele, Preisträger As d’Or – Jeu de l’Année 2013)
- 2013: Ghooost! (Iello USA, Richard Garfield, Preisträger Mensa Select 2013)
- 2014: King of New York (Richard Garfield)
- 2014: Les Trois Petits Cochons (Märchen & Spiele: Die drei kleinen Schweinchen; Laurent Pouchain, nominiert zum As d’Or – Jeu de l’Année 2014)
- 2014: Zombie 15′  (Guillaume Lémery, Nicolas Schlewitz)
- 2015: Héros à Louer (Seventh Hero; Laurent Pouchain, nominiert zum As d’Or – Jeu de l’Année 2015)
- 2015: Willkommen im Dungeon (Masato Uesugi)
- 2016: Sea of Clouds (Théo Rivière)
- 2016: Oceanos (Antoine Bauza)
- 2016: Qui Paire Gagne (Stephen Glenn, nominiert zum As d’Or – Jeu de l’Année 2016)
- 2016: Kanagawa (Bruno Cathala, Charles Chevallier, Gewinner des Graf Ludo 2017 als Beste Familienspielgrafik)
- 2016: Diamant (Bruno Faidutti, Alan R. Moon)
- 2016: Around the World in 80 Days (Iello USA, Richard Garfield, Preisträger Mensa Select 2013)
- 2016: Der mysteriöse Wald (Maxime Rambourg, Nominierung zum Kinderspiel des Jahres 2017 und zum Graf Ludo 2017 als Beste Kinderspielgrafik sowie Auszeichnung Spiel der Spiele „Spiele Hit für Kinder“)
- 2016: Das Grimoire des Wahnsinns (Maxime Rambourg, Empfehlungsliste zum Kennerspiel des Jahres 2017)
- 2017: Arena: For the Gods! (Maxime Rambourg)
- 2017: Bunny Kingdom (Richard Garfield)
- 2017: Berge des Wahnsinns (Rob Daviau)
- 2018: Raids (Matthew Dunstan, Brett J. Gilbert)
- 2018: 8Bit Box (Frank Crittin, Grégoire Largey)
- 2018: The Legend of the Cherry Tree (Hinata Origuchi)
- 2018: Trapwords (Jan Březina, Martin Hrabálek, Michal Požárek)
- 2018: Nessos (Takaaki Sayama, Toshiki Arao)
- 2019: High Risk (Brett J. Gilbert, Trevor Benjamin)
- 2019: Ishtar – Die Gärten von Babylon (Bruno Cathala, Evan Singh)
- 2019: Legendary Forests (Toshiki Sato)
- 2019: Little Town (Shun Taguchi, Aya Taguchi)

## Belege
1. 1 2  
IELLOS Story auf der Website von Iello, abgerufen am 29. August 2017.
2. ↑  Bonjour IELLO! (Memento des Originals vom 9. Oktober 2017 im Internet Archive)  Info: Der Archivlink wurde automatisch eingesetzt und noch nicht geprüft. Bitte prüfe Original- und Archivlink gemäß Anleitung und entferne dann diesen Hinweis., hutter-trade.com Pressemitteilung vom 11. Dezember 2016, abgerufen am 9. Oktober 2017.